# Coupe d'Allemagne de l'Est masculine de handball
La Coupe d'Allemagne de l'Est masculine de handball, en allemand : FDGB-Pokal, est une ancienne compétition à élimination directe des clubs masculins de handball en République démocratique allemande. Depuis la réunification allemande, les clubs participent à la Coupe d'Allemagne masculine de handball.

## Palmarès
Les six premières éditions de 1971 à 1976 se déroulent sans les clubs de l'élite (Oberliga). Le palmarès ci-dessous commence à leur admission lors de la saison 1976/1977 :
- 1976/77 (de) : SC Magdebourg
- 1977/78 (de) : SC Magdebourg
- 1978/79 (de) : ASKV Francfort/Oder
- 1979/80 (de) : SC Empor Rostock
- 1980/81 (de) : SC Empor Rostock
- 1981/82 (de) : SC Leipzig
- 1982/83 (de) : ASKV Francfort/Oder
- 1983/84 (de) : SC Magdebourg
- 1984/85 (de) : SC Empor Rostock
- 1985/86 (de) : SC Empor Rostock
- 1986/87 (de) : SC Empor Rostock
- 1987/88 (de) : SC Empor Rostock
- 1988/89 (de) : SC Empor Rostock
- 1989/90 (de) : SC Magdebourg
- 1990/91 (de) : HC Preußen Berlin

Remarque : la dernière édition en 1990/91 (de) a eu lieu après la réunification allemande et ainsi une « superfinale » a eu lieu avec le vainqueur de la Coupe d'Allemagne de l'Ouest pour déterminer l'équipe qualifiée en Coupe d'Europe des vainqueurs de coupe, le TUSEM Essen, vainqueur des deux matchs 25-21 puis 25-20.

## Bilan
| Rang | Club                | Titres | Années                                   |
| ---- | ------------------- | ------ | ---------------------------------------- |
| 1    | SC Empor Rostock    | 7      | 1980, 1981, 1985, 1986, 1987, 1988, 1989 |
| 2    | SC Magdebourg       | 4      | 1977, 1978, 1984, 1990                   |
| 3    | ASKV Francfort/Oder | 2      | 1979, 1983                               |
| 4    | SC Leipzig          | 1      | 1982                                     |
| 4    | HC Preußen Berlin   | 1      | 1991                                     |